# Paraglyphesis lasiargoides
Paraglyphesis lasiargoides är en spindelart som beskrevs av Kirill Yeskov 1991. Paraglyphesis lasiargoides ingår i släktet Paraglyphesis och familjen täckvävarspindlar. Inga underarter finns listade i Catalogue of Life.